# Raión de Nosivka
Nosivka (en ucraniano: Носівський район) fue un raión o distrito de Ucrania en el óblast de Chernígov. En la reforma territorial de 2020, su territorio fue incluido en el raión de Nizhyn.
Comprendía una superficie de 1151 km².
La capital era la ciudad de Nosivka.

## Demografía
Según estimación 2010 contaba con una población total de 37439 habitantes.

## Otros datos
El código KOATUU es 7423800000. El código postal 17100 y el prefijo telefónico +380 4642.